# Jozef Verbelen
Jozef Honoré Verbelen (Lebbeke, 5 december 1874 - Dendermonde, 17 februari 1957) was een Belgisch politicus.

## Levensloop
Verbelen was van opleiding doctor in de geneeskunde, daarnaast was hij van 1934 tot 1938 burgemeester van Dendermonde. Hij volgde in deze hoedanigheid de overleden Albéric Van Stappen op. Zelf werd hij als burgemeester opgevolgd door Fernand Portmans.
Omstreeks 1935 werd hij door de schilder Ernest Wante geportretteerd (olieverf op doek).